# Кубок Прем'єр-ліги
Кубок Прем'єр-ліги (рос. Кубок Премьер-лиги) — футбольне змагання, організоване Російською футбольною Прем'єр-лігою. Перший і поки єдиний раз він проведений у сезоні 2003 року.
У змаганні брали участь всі 16 команд Прем'єр-ліги. Кубок проводився за системою з вибуванням, в кожному раунді команди грали по два матчі. Кількість замін у матчі було збільшено до п'яти. Переможець Кубка не отримував права участі в Кубку УЄФА, а матчі проходили в дні матчів збірної, тому більшість клубів виставляли на матчі резервні склади. Змагання не користувалося популярністю, і в наступному сезоні РФПЛ відмовилася від його проведення, пославшись на «високу щільність матчів чемпіонату Росії і пріоритетним значенням інтересів національної збірної».
Переможцем турніру став петербурзький «Зеніт», який переміг у фіналі новоросійський «Чорноморець» з рахунком 5:2 за сумою двох матчів. За словами Віталія Мутка, переможці отримали звання майстра спорту.

## 1/8 фіналу, перші матчі
У «Торпедо-Металург» протягом семи місяців не виплачувалась зарплата, і клуб проводив обидві гри в гостях на резервному полі в Черкізово. «Крила Рад» і «Ротор» двічі грали у Волгограді через те, що в Самарі перестилали газон. Московський «Спартак» приймав «Сатурн» на тренувальному полі у Тарасівці на базі без трибун.
Перші матчі відбулись 29 березня, а матчі-відповіді — 1 і 2 квітня 2003 року.
| Клуб 1                     | Рахунок          | Клуб 2             | 1-ий матч | 2-ий матч  |
| -------------------------- | ---------------- | ------------------ | --------- | ---------- |
| Торпедо-Металург           | 3 — 0            | Локомотив (Москва) | 3 — 0     | 0 — 0      |
| Торпедо (Москва)           | 3 — 1            | Динамо (Москва)    | 1 — 1     | 2 — 1      |
| Зеніт (Санкт-Петербург)    | 3 — 3            | ЦСКА (Москва)      | 2 — 0     | 1 — 3      |
| Сатурн (Раменське)         | 5 — 7            | Спартак (Москва)   | 3 — 2     | 2 — 5 д.ч. |
| Ротор (Волгоград)          | 6 — 1            | Крила Рад (Самара) | 5 — 2     | 1 — 1      |
| Рубін (Казань)             | 0 — 0 1 — 3 пен. | Шинник             | 0 — 0     | 0 — 0      |
| Уралан                     | 3 — 4            | Аланія             | 1 — 0     | 2 — 4      |
| Чорноморець (Новоросійськ) | 3 — 2            | Ростов             | 2 — 1     | 1 — 1      |

## Чвертьфінали
Перші матчі відбулись з 28 по 30 квітня, а матчі-відповіді — 6 та 7 червня 2003 року.
| Клуб 1                     | Рахунок | Клуб 2           | 1-ий матч | 2-ий матч |
| -------------------------- | ------- | ---------------- | --------- | --------- |
| Ротор (Волгоград)          | 1 — 2   | Шинник           | 1 — 0     | 0 — 2     |
| «Торпедо-Металург»         | 5 — 2   | Торпедо (Москва) | 1 — 0     | 4 — 2     |
| Зеніт (Санкт-Петербург)    | 2 — 1   | Спартак (Москва) | 1 — 0     | 1 — 1     |
| Чорноморець (Новоросійськ) | 1 — 0   | Аланія           | 1 — 0     | 0 — 0     |

## Півфінали
Перші матчі відбулись 20 серпня, а матчі-відповіді — 5 вересня 2003 року.
| Клуб 1             | Рахунок | Клуб 2                     | 1-ий матч | 2-ий матч |
| ------------------ | ------- | -------------------------- | --------- | --------- |
| «Торпедо-Металург» | 3 — 5   | Зеніт (Санкт-Петербург)    | 2 — 2     | 1 — 3     |
| Шинник             | 3 — 4   | Чорноморець (Новоросійськ) | 1 — 1     | 2 — 3     |

## Фінали
Перший матч — 9 вересня, а другий — 9 жовтня 2003 року.
| Клуб 1                  | Рахунок | Клуб 2                     | 1-ий матч | 2-ий матч |
| ----------------------- | ------- | -------------------------- | --------- | --------- |
| Зеніт (Санкт-Петербург) | 5 — 2   | Чорноморець (Новоросійськ) | 3 — 0     | 2 — 2     |

### «Зеніт»— «Чорноморець» 3:0
| 9 вересня 19:00 MSK                       | \| Зеніт \| 3:0 (2:0) протокол \| Чорноморець \| \| Ніколаєв, 23' Конопльов, 30' Бистров, 65' \| Голи \| \| | Стадіон: «Петровський», Санкт-Петербург Глядачів: 10 000 Арбітр: Тарас Безуб'як (Санкт-Петербург) |
| ЗМІ: Спорт-Экспресс / Советский спорт     | |                                                                                                   |
| Зеніт                                     | 3:0 (2:0) протокол                                                                                          | Чорноморець                                                                                       |
| Ніколаєв, 23' Конопльов, 30' Бистров, 65' | Голи |                                                                                                   |

|  |  |

| ЗЕНІТ: |    |                      |     |     |
| |    |                      |     |     |
| В | 31 | Сергій Іванов 16'    |     |     |
| З | 3  | Мартін Горак         |     |     |
| З | 5  | Олексій Ігонін (к)   |     | 59' |
| З | 8  | Павел Мареш          |     |     |
| З | 17 | Милан В'єштиця       |     |     |
| П | 20 | Олексій Катульський  |     |     |
| П | 34 | Володимир Бистров    | 84' |     |
| П | 43 | Олег Власов          |     |     |
| П | 45 | Костянтин Конопльов  | 80' |     |
| Н | 23 | Андрій Ніколаєв      |     | 72' |
| Н | 26 | Дмитро Макаров       |     | 16' |
| Запасні: |    |                      |     |     |
| В | 1  | Каміл Чонтофальський |     | 16' |
| З | 30 | Максим Усанов        |     |     |
| З | 38 | Ігор Нєдорєзов       |     |     |
| 3 | 46 | Костянтин Лобов      |     | 59' |
| П | 23 | Сергій Васянович     |     |     |
| Н | 19 | Максим Астаф'єв      |     | 72' |
| Тренер: |    |                      |     |     |
| Властиміл Петржела Помічники арбітра : Голубєв (Санкт-Петербург) Лагун (Санкт-Петербург) Інспектор матчу:В. Варюшин (Москва) |    |                      |     |     |

| ЧОРНОМОРЕЦЬ:  |    |                       |  |     |
|               |    |                       |  |     |
| В             | 1  | Максим Левицкий (к)   |  |     |
| З             | 2  | Флавіу Соуза          |  | 46' |
| З             | 3  | Костянтин Гордіюк     |  |     |
| З             | 33 | Жеррі-Крістіан Тчуйсе |  |     |
| З             | 34 | Євген Варламов        |  |     |
| П             | 21 | Едуард Мор            |  |     |
| П             | 28 | Євген Кузнєцов        |  | 31' |
| П             | 41 | Дмитро Смирнов        |  | 46' |
| Н             | 10 | Олексій Антюхін       |  | 58' |
| Н             | 11 | Олег Терьохін         |  |     |
| Н             | 23 | Олександр Гарін       |  | 46' |
| Запасні:      |    |                       |  |     |
| В             | 20 | Роман Герус           |  |     |
| 3             | 5  | Юліан Деніце          |  |     |
| 3             | 18 | Олександр Черкес      |  | 46' |
| П             | 6  | Лев Майоров           |  | 31' |
| П             | 17 | Ансар Аюпов           |  | 46' |
| П             | 32 | Тигран Петросянц      |  | 58' |
| Н             | 14 | Ігор Піюк             |  | 46' |
| Тренер:       |    |                       |  |     |
| Сергій Павлов |    |                       |  |     |

### «Чорноморець»— «Зеніт» 2:2
| 9 жовтня 18:00 MSK                    | \| Чорноморець \| 2:2 (1:2) протокол \| Зеніт \| \| Д. Смирнов, 29' Камольцев, 54' \| Голи \| Радімов, 24' Гартіг, 44' \| | Стадіон: «Центральний», Новоросійськ Глядачів: 4 000 Арбітр: Юрій Чеботарьов (Краснодар) |
| ЗМІ: Спорт-Экспресс / Советский спорт | |                                                                                          |
| Чорноморець                           | 2:2 (1:2) протокол | Зеніт                                                                                    |
| Д. Смирнов, 29' Камольцев, 54'        | Голи | Радімов, 24' Гартіг, 44'                                                                 |

|  |  |

| ЧОРНОМОРЕЦЬ: |    |                     |       |     |
| |    |                     |       |     |
| В | 20 | Роман Герус         |       |     |
| З | 2  | Флавіу Соуза        | 45+2' |     |
| З | 3  | Костянтин Гордіюк   |       |     |
| З | 21 | Едуард Мор          |       |     |
| З | 47 | Неріюс Раджюс       |       |     |
| З | 55 | Андріан Сосновський | 20'   |     |
| П | 6  | Лев Майоров         |       | 87' |
| П | 9  | Рікарду Бовіу       |       |     |
| П | 40 | Йонел Пирву         | 20'   | 26' |
| П | 41 | Дмитро Смирнов      | 64'   |     |
| Н | 24 | Сергій Клещенко     | 32'   |     |
| Запасні: |    |                     |       |     |
| П | 19 | В'ячеслав Камольцев |       | 26' |
| Н | 26 | Станіслав Резніков  |       | 87' |
| Тренер: |    |                     |       |     |
| Сергій Павлов Помічники арбітра: М. Єровенко (Краснодар), О. Багапов (Краснодар) Інспектор матчу:В. Бутенко (Москва) |    |                     |       |     |

| ЗЕНІТ:             |    |                      |       |     |
|                    |    |                      |       |     |
| В                  | 1  | Каміл Чонтофальський | 61'   |     |
| З                  | 3  | Мартін Горак         |       | 90' |
| З                  | 17 | Милан В'єштиця       | 72'   |     |
| П                  | 2  | Владислав Радімов    | 45+2' | 46' |
| П                  | 9  | Радек Ширл           | 84'   |     |
| П                  | 20 | Олексій Катульский   | 14'   | 18' |
| П                  | 43 | Олег Власов          |       | 46' |
| П                  | 45 | Костянтин Конопльов  |       |     |
| Н                  | 15 | Лукаш Гартіг         |       | 69' |
| Н                  | 23 | Андрій Ніколаєв      |       |     |
| Н                  | 26 | Дмитро Макаров       |       |     |
| Запасні:           |    |                      |       |     |
| З                  | 5  | Олексій Ігонін       |       | 46' |
| З                  | 22 | Валерій Цвєтков      |       | 46' |
| З                  | 25 | Даніел Кіріце        |       | 18' |
| З                  | 38 | Ігор Нєдорєзов       |       | 90' |
| 3                  | 46 | Костянтин Лобов      |       | 69' |
| Тренер:            |    |                      |       |     |
| Властиміл Петржела |    |                      |       |     |

## Найкращі бомбардири

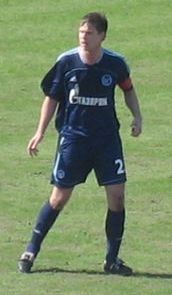
Владислав Радімов дебютував у складі «Зеніту» у цьому змаганні і, ставши його найкращим бомбардиром, приніс клубу перший трофей у XXI столітті

| # | Футболіст           | Команда          | Голів (пен.) |
| - | ------------------- | ---------------- | ------------ |
| 1 | Владислав Радімов   | Зеніт            | 4 (1)        |
| 2 | Олександр Гарін     | Чорноморець      | 3 (1)        |
| 3 | Валерій Єсипов      | Ротор            | 3 (2)        |
| 4 | Міро Катич          | Торпедо-Металург | 2            |
| 4 | Андрій Ніколаєв     | Зеніт            | 2            |
| 4 | Олексій Медведєв    | Сатурн           | 2            |
| 4 | Андре               | Спартак          | 2            |
| 4 | В'ячеслав Камольцев | Чорноморець      | 2            |
| 4 | Роман Павлюченко    | Спартак          | 2            |
| 4 | Сергій Самодін      | ЦСКА             | 2            |
| 4 | Костянтин Зирянов   | Торпедо          | 2            |
| 4 | Мантас Самусіовас   | Торпедо          | 2            |
| 4 | Дмитро Макаров      | Зеніт            | 2            |
| 4 | Володимир Бистров   | Зеніт            | 2            |
| 4 | Дмитро Смирнов      | Чорноморець      | 2            |
| 5 | Беслан Аджинджал    | Торпедо          | 2 (2)        |